# Help me Eros
Help me Eros es una película dirigida por Lee Kang-Sheng.

## Argumento
Ah jie (Lee Kang-Sheng) pierde todo su dinero en bolsa. Desesperado decide llamar al teléfono de la esperanza, antes de llegar a su última opción, suicidarse. La voz que oye a través del teléfono es muy acogedora, tanto que se llega a enamorar de ella... Un día conoce a una dependiente sexy y sin ningún prejuicio y comienzan una relación. 

## Comentarios
Se basa en una novela corta de la escritora china Eileen Chang.
- Datos: Q5710100